# Tătărăștii de Sus, Teleorman
Tătărăștii de Sus este satul de reședință al comunei cu același nume din județul Teleorman, Muntenia, România.